# Неправильний початок
Непра́вильний поча́ток — загальна назва шахових дебютів, що рідко зустрічаються або мало досліджені шаховою теорією. З 20 можливих варіантів перших ходів за білих, 7 утворюють «правильний початок» (1. e4; 1. d4; 1. Кf3; 1. c4; 1. g3; 1. f4; 1. b3), а решта 13 — «неправильні початки». Загалом в сучасній турнірній практиці «правильні початки» використовують у 99,4 % випадків, а неправильні — менш ніж у 0,6 %.
З розвитком шахової теорії декотрі «неправильні початки» отримали глибокий аналіз та вивчення, перетворившись на «правильні початки» і багато в чому визначають сучасний дебютний репертуар.
З неправильних початків за кількістю перестановки ходів може виникнути одне з початків, що широко використовуються в сучасних шахових дебютах, але більш-менш кваліфікований суперник завжди намагатиметься завадити цьому, реалізуючи отриману ним перевагу.
В шаховій енциклопедії дебютів позначаються A00.

## Варіанти неправильних початків
- 1. а3 — дебют Андерсена;
- 1. a4 — дебют Уера;
  - 1. a4 e5 2.h4 — дебют краба;
- 1. b4 — дебют Сокольського;
- 1. c3 — сарагоський початок;
- 1. d3 — дебют Мізеса;
- 1. е3 — дебют ван Круйса;
- 1. f3 — дебют Гедульта;
- 1. g4 — атака Гроба;
- 1. h3 — дебют Клеменця;
- 1. h4 — дебют Депре;
- 1. Кc3 — дебют Данста;
- 1. Кa3 — атака Деркіна;
- 1. Кh3 — дебют Амара.

## Цікавий факт
Неправильні початки можуть розігрувати і чорні у відповідь перші «правильні» ходи білих. В такому випадку партія класифікуватиметься за першим ходом білих, а не за неправильним ходом чорних. Наприклад, партія 1.e4 a6 класифікується як дебют королівського пішака (B00).